# Abubakar Tafawa Balewa
Abubakar Tafawa Balewa (ur. 1912, zm. 15 stycznia 1966) – nigeryjski polityk, pierwszy premier niepodległej Nigerii.
Urodził się w Bauchi w Nigerii. Po ukończeniu studiów pracował jako nauczyciel. W 1944 r. został wysłany, razem z kilkoma innymi nauczycielami na zagraniczne studia do Londynu.
W 1946 r. został wybrany do nigeryjskiego parlamentu i do Zgromadzenia Ustawodawczego kolonii w 1947 r. Obejmował stanowiska ministerialne, a w 1957 r. został szefem rządu. 15 stycznia 1966 r. został zamordowany podczas przewrotu wojskowego. Został pochowany w Bauchi.
Uniwersytet Abubakar Tafawa Balewa w Bauchi został nazwany na jego cześć.